# Tag für Tag Verzweiflung
Tag für Tag Verzweiflung (Originaltitel: Giorno per giorno disperamente) ist ein italienischer Spielfilm in Schwarzweiß von Alfredo Giannetti aus dem Jahr 1961. Das Drehbuch verfasste der Regisseur zusammen mit Guido De Biase. Die Hauptrollen sind mit Nino Castelnuovo, Tomás Milián, Madeleine Robinson und Tino Carraro besetzt. In Italien kam das Werk erstmals am 23. November 1961 ins Kino. In der Bundesrepublik Deutschland hatte er seine Premiere am 16. September 1967 im Zweiten Deutschen Fernsehen.

## Handlung
Dario ist das Sorgenkind der Dominicis. Seine Krankheit – Anfälle von Verfolgungswahn und Depressionen – zehrt an der materiellen Substanz der Familie wie auch an ihrem Zusammengehörigkeitsgefühl. Seinetwegen verschuldet sich der Vater, ein kleiner Schneidermeister; seinetwegen vernachlässigt die Mutter ihren Mann und Gabriele, ihren zweiten Sohn. Der unerschütterliche, ja, eigensinnige Glaube der Mutter, dass ihr geisteskrankes Kind geheilt werden könne, lockert und zerbricht schließlich die Familienbande. Als sie Gabriele aus dem Haus weist, weil er es zugelassen hatte, dass Dario sich mit einem Küchenmesser in seinem Zimmer einschloss, hilft ihr Mann Gabriele bei seinem Schritt in ein neues Leben. Das Ende ist grau und düster: Gabriele ist aus dem Haus, Dario wieder in der Anstalt – der Vater muss sich sein Frühstück selber zubereiten, weil die Mutter offenbar den Schicksalsschlägen nicht länger gewachsen ist.

## Kritik
Das Lexikon des internationalen Films zieht folgendes Fazit: „Eine eindringliche psychologische Studie mit genauer Beobachtung des sozialen Milieus und der menschlichen Reaktionen auf das Ungewöhnliche […].“ Der Evangelische Film-Beobachter kommt zu einer ähnlichen Einschätzung: „Zu empfehlen um des menschlichen Vorwurfs und um der präzisen Zeichnung der Charaktere willen – wegen der realistischen Darstellung und des nicht leichten Themas allerdings erst für 18jährige aufwärts geeignet.“

## Weblink
- Tag für Tag Verzweiflung bei IMDb